# Fabien Frankel
Fabien Joseph Frankel (Londen, 6 april 1994) is een Brits acteur.

## Carrière
Frankel studeerde aan het Royal Academy of Dramatic Art en London Academy of Music and Dramatic Art. Hij is het meest bekend van zijn rol van Ser Criston Cole uit de serie House of the Dragon.
In 2017 speelde hij mee in een toneelstuk The Knowledge dat speelde in het Charing Cross Theatre. In 2019 maakte hij zijn debuut op het scherm in de film Last Christmas. In 2022 speelde hij de rol van Dixon in Venice at Dawn.

## Privéleven
Frankels vader Mark was ook een acteur maar overleed in een motor-ongeluk toen Fabien twee jaar was.